# Víťo Staviarsky
Víťo Staviarsky (ur. 22 października 1960 w Preszowie) – słowacki pisarz, autor opowiadań, powieściopisarz.
Studiował produkcję i dramatopisarstwo w szkole filmowej. Przez wiele lat pracował jako pielęgniarz, m.in. na oddziale psychiatrycznym i w izbie wytrzeźwień, co później znalazło odzwierciedlenie w jego twórczości. Pierwsze utwory publikował w latach 80. w czasopismach, pierwszą samodzielną książkę, minipowieść „Kivader” opublikował w 2007 roku. W swoich utworach często przedstawia ludzi z marginesu społecznego, pozostających poza obrębem oficjalnego społeczeństwa. Za powieść Kale topanky, opisującą słowackich Romów, został uhonorowany nagrodą Anasoft litera.

## Twórczość
- Kivader (2007)
- Wytrzeźwiałka (Záchytka 2009)
- Päť x päť (2011, antologia, wspólnie z innymi autorami)
- Kale topanky (2012)
- Človek príjemný (2014)